# Du måste finnas
"Du måste finnas" är en sång som är komponerad av Björn Ulvaeus och Benny Andersson till musikalen Kristina från Duvemåla 1995 och framförs av huvudrollsfiguren Kristina Nilsson. Sången är den förtvivlade Kristinas bön till Gud. För första gången i livet tvivlar hon på Herrens existens, efter att hon motvilligt flyttat till Amerika, fått missfall och därefter blivit sjuk.
I originaluppsättningen spelades Kristina av Helen Sjöholm och denna låt, precis som hela musikalen, kom att bli Sjöholms stora genombrott som sångerska. 
Sången var det sista numret att skrivas till musikalen och blev färdig blott några dagar före urpremiären.
Melodin låg på Svensktoppen i 11 veckor under perioden 30 november-28 december 1996 .
Sångens engelska titel är You Have to Be There. På engelska har den bland annat framförts av Susan Boyle.
Newkid gjorde en tolkning av låten i Så mycket bättre 2020. Låten placerade sig den 18 december 2020 på första platsen på Sverigetopplistan.

## Låtlista på utgivensingel
1. "Du måste finnas"
2. "Min lust till dig"